# Michel Cassan
Michel Cassan, né en 1948, est un historien moderniste français.
Il est un spécialiste d'histoire religieuse, politique et sociale du XVIe siècle et du début du XVIIe siècle, en particulier du Limousin et des officiers moyens.

## Biographie

### Carrière
Michel Cassan est né en 1948.
Agrégé d'histoire, il soutient en 1993 sa thèse de doctorat d'État, dirigée par Yves-Marie Bercé à l'université Paris-IV et consacrée au Limousin à l'époque des guerres de religion, d'environ 1550 à 1630,. Il est professeur des universités à l'université de Limoges puis à l'université de Poitiers.

### Le Limousin, les«officiers moyens»et la mort d'HenriIV
En 1996, il publie un ouvrage tiré sa thèse de doctorat d'État, intitulé Le temps des guerres de Religion. Le cas du Limousin (vers 1530-vers 1630). Couvrant un siècle et trois générations, des débuts du protestantisme en Limousin à l'édit de grâce d'Alès en 1629, le livre est divisé en quatre parties. La première présente le Limousin dans la première moitié du XVIe siècle : l'espace rural, les villes et la noblesse. Ensuite, l'auteur étudie la diffusion, modeste, de la Réforme dans cette province, notamment l'adhésion nobiliaire au calvinisme. Son échec relatif est expliqué par la vigueur de la sociabilité confraternelle du catholicisme. La troisième partie porte sur les guerres de religion en Limousin de 1567 à 1594 et la quatrième sur la Contre-Réforme catholique dans le premier tiers du XVIIe siècle,. Michel Cassan codirige ensuite la publication de deux volumes des rencontres des historiens du Limousin,,,,,.
À partir de 1996, Michel Cassan impulse et dirige différentes études sur la strate sociale qu'il appelle les « officiers moyens », les titulaires de charges considérées comme honorables mais non anoblissantes comme le personnel supérieur des élections, des bailliages et sénéchaussées, des greniers à sel, des maréchaussées et les officiers des grandes seigneuries. Ces travaux sont publiés dans plusieurs actes de colloque,,,,,.
Michel Cassan s'intéresse aussi aux écrits du for privé. En 1996, il publie le livre de raison d'une famille de Brive au XVIe siècle, les Malliard,,. Il participe en 2001 à l'édition des écrits d'un officier moyen, Jean-Baptiste Alexis Chorllon,,,. Il dirige ensuite des travaux collectifs sur les écrits du for privé,,.
En 2010, Michel Cassan consacre un ouvrage à la réception de la nouvelle de la mort d'Henri IV en France, intitulé La Grande Peur de 1610, en référence au livre de Georges Lefebvre sur la Grande Peur de 1789. Michel Cassan retrace la diffusion de la nouvelle de l'assassinat du roi et les efforts des autorités, y compris les villes, pour contrôler l'information et prévenir les éventuels désordres. La nouvelle inquiète pendant quatre ou cinq semaines, mais elle ne remet pas en cause la paix civile rétablie depuis peu en France, catholiques et protestants cherchant à garantir la tranquillité publique,,,.

## Principales publications

### Ouvrages personnels
- Le temps des guerres de Religion : Le cas du Limousin (vers 1530- vers 1630), Paris, Publisud, coll. « La France au fil des siècles », 1996, 463 p.[5],[6].
- Une famille briviste au XVIe siècle : Le livre des Malliard, Treignac, Éditions Les Monédières, 1996, XLVIII-85 p.[20],[21],[22].
- La France au 16e siècle, Paris, Armand Colin, coll. « Campus », 2005, 224 p. (ISBN 9782200264024, lire en ligne)[34],[35].
- L'Europe au XVIe siècle, Paris, Armand Colin, coll. « Cursus », 2014, 304 p. (ISBN 978-2-200-24922-9, lire en ligne).
- La Grande Peur de 1610 : Les Français et l'assassinat d'Henri IV, Seyssel, Champ Vallon, coll. « Époques », 2010 (ISBN 978-2-87673-523-1, présentation en ligne, lire en ligne )[30],[31],[32],[33].
- Michel Cassan (éd.), L'intendance de Limoges à la fin du XVIIe siècle : Édition critique du mémoire pour l'instruction du duc de Bourgogne, Paris, CTHS, coll. « Notices, inventaires et documents d'histoire moderne et contemporaine » (no 47), 2023, 336 p. (ISBN 978-2-7355-0962-1, présentation en ligne).

### Ouvrages collectifs
- Michel Cassan, Jean Boutier et Nicole Lemaître (dir.), Croyances, pouvoirs et société : Études offertes à Louis Pérouas, Treignac, Éditions Les Monédières, 1988, 345 p.[36].
- Michel Cassan et Jean-Loup Lemaitre (dir.), Espaces et pouvoirs urbains dans le Massif central et l'Aquitaine du Moyen Âge à nos jours : Actes du colloque organisé par l'Association Rencontre des historiens du Limousin et la Société des archives historiques et du musée d'Ussel, les 25 et 26 septembre 1993, Ussel, Musée du pays d'Ussel, coll. « Mémoires et documents sur le Bas-Limousin » (no 18), 1994, XII-428 p.[7].
- Michel Cassan et Jean Boutier (dir.), Les imprimés limousins, 1788-1799, Limoges, Presses universitaires de Limoges, 1994, 734 p. (ISBN 9782910016180, présentation en ligne)[8],[9],[10],[11],[12].
- Michel Cassan (dir.), Les officiers « moyens » à l’époque moderne : pouvoir, culture, identité, en France, Angleterre, Espagne, Limoges, Presses universitaires de Limoges, 1998, 399 p. (ISBN 9782842870799, présentation en ligne)[13].
- Michel Cassan et Noël Landou (éds), Écrits de Jean-Baptiste Alexis Chorllon, président au présidial de la Haute-Marche au XVIIe siècle, Paris, Honoré Champion, coll. « Bibliothèque d’histoire moderne et contemporaine » (no 8), 2001, 384 p. (ISBN 9782745306227, présentation en ligne)[23],[24],[25],[26].
- Michel Cassan (dir.), Offices et officiers « moyens » en France à l'époque moderne, profession, culture, Limoges, Presses universitaires de Limoges, 2004, 358 p. (ISBN 2842872924)[14],[15],[16],[17],[18],[19].
- Michel Cassan, Jean-Pierre Bardet et François-Joseph Ruggiu (dir.), Les écrits du for privé : Objets matériels, objets édités, Limoges, Presses Universitaires de Limoges, 2007, 348 p. (ISBN 978-2-84287-443-8)[27],[28],[29].
- Michel Cassan (dir.), Écritures de familles, écritures de soi : France-Italie, XVIe – XIXe siècles, Limoges, Presses universitaires de Limoges, coll. « Histoire », 2011 (ISBN 978-2-84287-551-0, présentation en ligne).